# Josh Adams
Joshua Huw Adams (* 21. dubna 1995 Swansea) je ragbista hrající za velšský klub Cardiff Blues a za reprezentaci Walesu. Jeho nejčastější pozice je levé křídlo. 
S reprezentací vyhrál v roce 2019 a 2021 Six Nations. Zúčastnil se MS 2019 a MS 2023. Na svém prvním světovém šampionátu položil ze všech hráčů na turnaji nejvíce pětek (7). V roce 2021 byl součástí Britských a Irských lvů. 
Patří k nejrychlejším ragbistům na světě. Svou ragbyovou kariéru začínal jako pravý rváček.